# 화북면 (영천시)
화북면(華北面)은 대한민국 경상북도 영천시 북부에 위치한 면이다. 보현산천문대가 위치하며 연간 강우량이 대한민국 평균보다 200mm 정도 적고 일조량이 풍부해 사과, 포도를 재배하고 있다. 넓이는 87.3km2이고, 인구는 2014년 7월 1일 기준으로 2,189명이다.

## 연혁
화북면은 영천군의 북부 지역에 있었던 명산면의 일부와 자천면의 전부, 그리고 신녕군의 동부 지역에 있었던 고현면·지곡면·신촌면이 합쳐서 된 면이다.
1914년의 행정구역과 현재의 행정구역 비교
| 조선총독부령 제111호 |                                                       |
| 구 행정구역          | 신 행정구역                                           |
| 영천군 명산면        | 화동면 대전동, 녹전동, 도림동, 오미동, 죽곡동         |
| 신녕군 고현면        | 화동면 대천동, 사천동, 선천동, 신호동                 |
| 신녕군 지곡면        | 지곡면 금호동, 삼창동, 안천동, 오산동, 월곡동         |
| 영천군 자천면        | 지곡면 구전동, 용계동, 온천동                         |
| 영천군 자천면        | 신촌면 공덕동, 입석동, 오동, 자천동, 정각동, 횡계동   |
| 신녕군 신촌면        | 신촌면 법화동, 상송동, 옥계동, 용소동, 죽전동, 하송동 |
- 1914년 4월 1일 : 영천군 화동면(9동), 신촌면(12동), 지곡면(8동)
- 1934년 4월 1일 : 3개 면(지곡면, 신촌면, 화동면 일부)을 병합해 화북면이라 칭함
- 1986년 4월 1일 : 화북면에서 화남면이 분리
- 1989년 1월 1일 : 용계리, 월곡리가 화남면에 편입

## 행정 구역
| 법정리 | 행정리                    |
| ------ | ------------------------- |
| 공덕리 | 공덕리                    |
| 법화리 | 법화리                    |
| 상송리 | 상송리                    |
| 오동리 | 오동리                    |
| 오산리 | 오산1리, 오산2리          |
| 옥계리 | 옥계리                    |
| 용소리 | 용소리                    |
| 입석리 | 입석리                    |
| 자천리 | 자천1리, 자천2리, 자천3리 |
| 정각리 | 정각1리, 정각2리          |
| 죽전리 | 죽전1리, 죽전2리          |
| 하송리 | 하송리                    |
| 횡계리 | 횡계리                    |

## 교육 기관
| 학교명       | 소재지             | 비고 |
| ------------ | ------------------ | ---- |
| 자천초등학교 | 화북면 화북길 75   |      |
| 자천중학교   | 화북면 천문로 2178 |      |